# Chủ nghĩa yêu nước

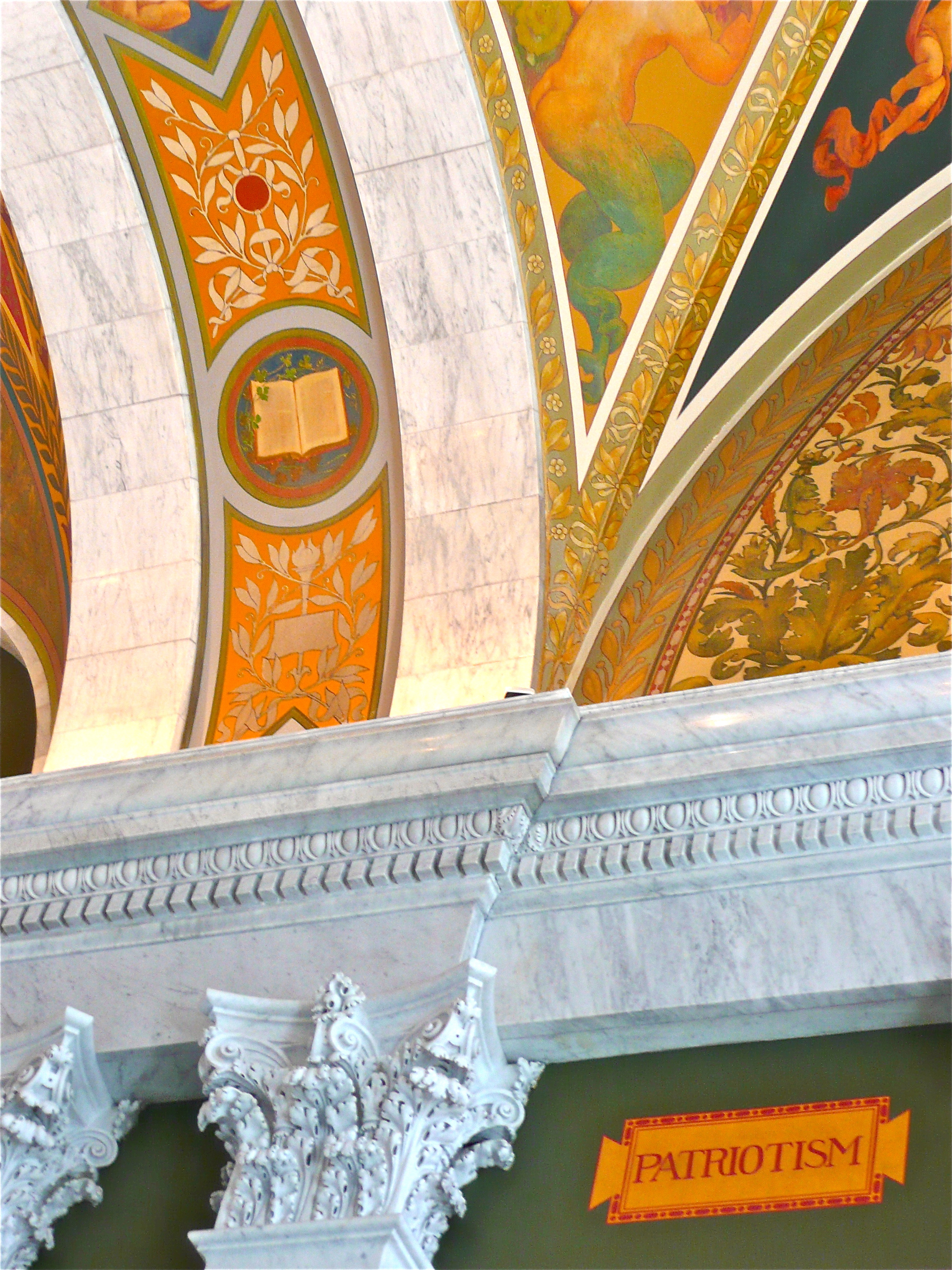
Điêu khắc về chủ nghĩa yêu nước trong Thư viện Quốc hội Mỹ

Chủ nghĩa yêu nước (hay chủ nghĩa ái quốc, hay lòng yêu nước, hay tinh thần yêu nước) là cảm xúc, tình cảm, tinh thần yêu thương, tích cực về quê hương, đất nước hay cội nguồn của một cá nhân hay tập thể, trong đó quê hương có thể là một vùng, một thành phố nhưng thông thường thì khái niệm này gắn với khái niệm quốc gia. Nó gồm những quan điểm như niềm tự hào về thành tựu hay văn hóa của quê hương, mong muốn được cống hiến hết mình cho quê hương đất nước. Ở Việt Nam chữ yêu nước được dịch từ tiếng Hoa sang có nghĩa là yêu nước (ái quốc), nhưng thực chất ban đầu là yêu quê cha đất tổ, tức nơi cội nguồn sinh ra, không nhất thiết phải là quốc gia. Trong tiếng Anh thì từ "yêu nước" bắt nguồn từ tiếng Hy Lạp, chữ  patrie trong tiếng Pháp nghĩa là đất mẹ, quê hương hay Tổ quốc, đó có thể là một khu vực, làng, thị trấn, đất nước hay liên bang. Ở các nước theo xã hội chủ nghĩa còn có khái niệm yêu tổ quốc xã hội chủ nghĩa.
Theo Andrea Baumeister thì chủ nghĩa yêu nước (lòng yêu nước) là cảm xúc tận tâm và gắn kết với một quốc gia, dân tộc, hay cộng đồng chính trị. Chủ nghĩa yêu nước (tình yêu nước) và chủ nghĩa dân tộc (lòng trung thành với dân tộc) thường được coi là đồng nghĩa, nhưng chủ nghĩa yêu nước có nguồn gốc khoảng 2.000 năm trước khi chủ nghĩa dân tộc trỗi dậy vào thế kỷ XIX.  Hiện nay chủ nghĩa yêu nước rất gần với chủ nghĩa dân tộc, vì thế chúng hay được dùng như những từ đồng nghĩa. Nếu xét cặn kẽ thì chủ nghĩa dân tộc liên quan tới các học thuyết và phong trào chính trị hơn, trong khi chủ nghĩa yêu nước liên quan tới tình cảm nhiều hơn. Chủ nghĩa yêu nước giúp con người cảm thấy yêu mến, tự hào, có các trách nhiệm hơn với quốc gia dân tộc. Chủ nghĩa yêu nước cũng như chủ nghĩa dân tộc có khi bị gán cho là bảo thủ hay phản động. Một lòng yêu nước thái quá trong việc bảo vệ một dân tộc được gọi là chủ nghĩa sô vanh.

## Mặt trái

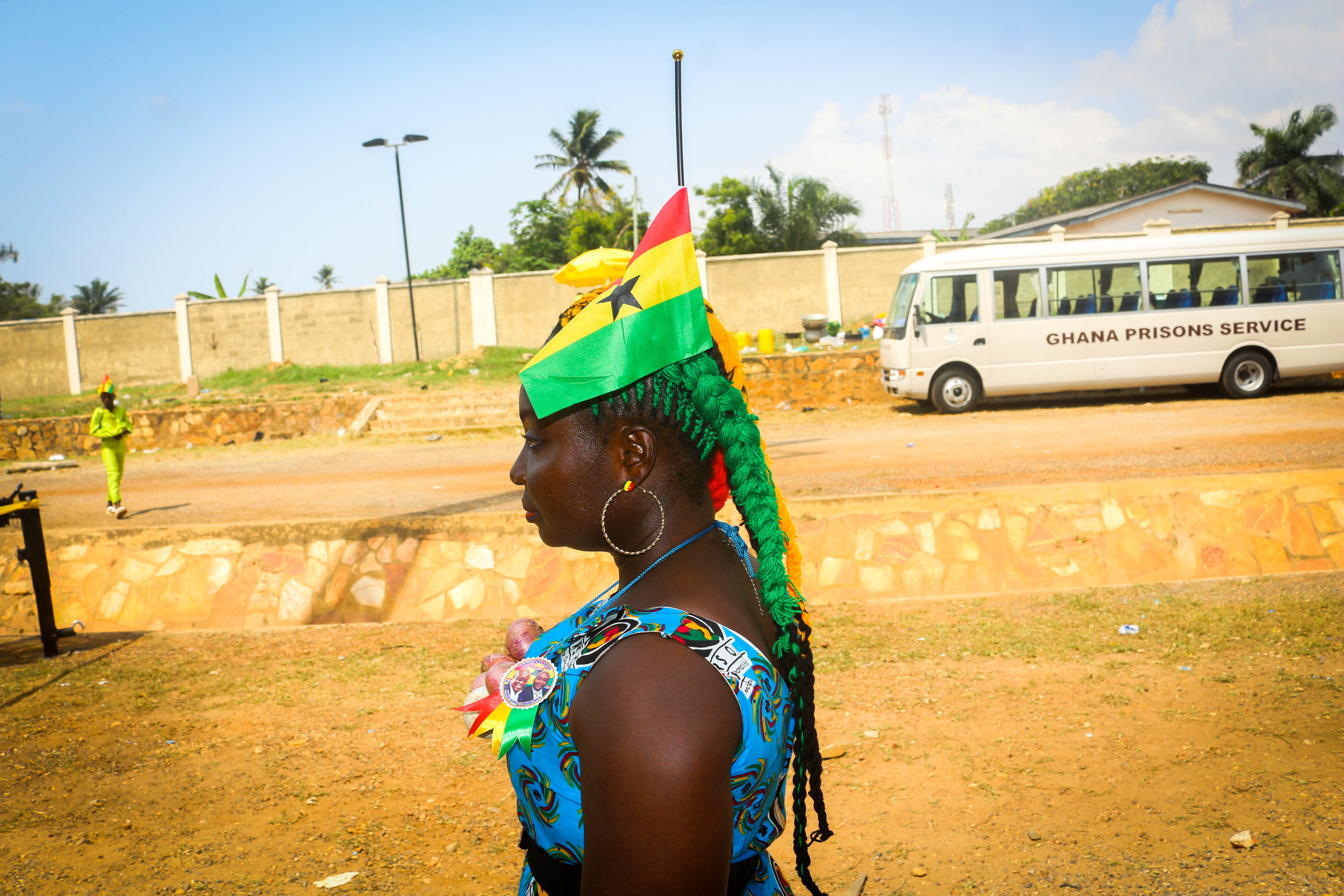
Một phụ nữ Ghana với kiểu tóc hình quốc kỳ

Chủ nghĩa yêu nước gắn với sự gắn bó riêng biệt với dân tộc được xem là biểu hiện chủ nghĩa sô vanh và trái ngược với chủ nghĩa thế giới cũng như giá trị đạo đức chung của toàn thể nhân loại/loài người. Nói cách khác, chủ nghĩa dân tộc là chính sách hay học thuyết khẳng định lợi ích của quốc gia/dân tộc mình được coi là tách biệt với lợi ích của các quốc gia / dân tộc khác hoặc lợi ích chung của tất cả các quốc gia/dân tộc. Chủ nghĩa dân tộc là một loại chủ nghĩa yêu nước thái quá, hiếu chiến. Chủ nghĩa dân tộc thường được hiểu mang tính tiêu cực, còn chủ nghĩa yêu nước thường được hiểu mang tính tích cực. Chủ nghĩa dân tộc thường thể hiện tình yêu thái quá và độc quyền với quốc gia/dân tộc, và bài ngoại, kỳ thị người nhập cư hay một nhóm người cùng sinh sống trên một quốc gia nhưng khác biệt sắc/chủng tộc hay tôn giáo. Có một cách phân biệt khác, sự khác biệt giữa chủ nghĩa yêu nước và chủ nghĩa dân tộc là người yêu nước tự hào về đất nước của mình vì những gì nó xứng đáng, còn người theo chủ nghĩa dân tộc tự hào về đất nước của mình bất kể thứ gì, tức sự tự hào một cách mù quáng và cực đoan. Một dân tộc thường là thể hiện sự gắn bó của một sắc tộc hay cộng đồng văn hóa, nhưng chủ nghĩa dân tộc thì còn gắn với nhà nước, khái niệm national state.
Trong bài viết về chính trị nước Mỹ của Jonathan Zimmerman (Đại học Pennsylvania): "Tự do và công lý cho tất cả" là tiêu chuẩn yêu nước: Công bằng xã hội là tiêu chuẩn yêu nước. Trước những biểu hiện này, Đảng Dân chủ có thể coi lòng yêu nước là một sự thôi thúc bảo thủ hoặc phản động. Theo một cuộc khảo sát gần đây của Gallup, 76% đảng viên Cộng hòa nói rằng họ "cực kỳ tự hào" về đất nước của mình, trong khi chỉ có 22% đảng viên đảng Dân chủ nói rằng họ như vậy. Ở Mỹ và phần lớn phần còn lại của thế giới giàu có, các đảng bảo thủ đã bị chủ nghĩa dân tộc phản động tiếp quản hoặc thách thức. Tuy nhiên chủ nghĩa bảo thủ và chủ nghĩa dân tộc phản động là khác nhau. Những người bảo thủ có xu hướng hoài cổ và sợ hãi rối loạn. Tuy nhiên những người bảo thủ chấp nhận tính phổ quát, những người phản động coi trọng đặc tính riêng biệt, như 30% người Mỹ nói rằng bạn phải là một người Cơ đốc giáo sinh ra ở chính nước Mỹ để trở thành một người Mỹ thực sự nghiêng về ủng hộ Đảng Cộng hòa.
Donald Trump - đảng viên một thời đầy hy vọng của Đảng Cải cách, người đã từng gièm pha ông Buchanan là "người yêu Hitler" vào năm 2000. Trump cho lòng yêu nước là vô điều kiện, ông trích dẫn câu của Mark Twain: "Lòng yêu nước là luôn ủng hộ đất nước của bạn, và chính phủ của bạn khi nó xứng đáng." Tuy nhiên Trump bị chỉ trích là tự phụ và không chân thành và "nếu lòng yêu nước có bất kỳ ý nghĩa tích cực nào, nó chắc chắn bao gồm việc đặt lợi ích của đất nước và đồng bào lên trên tham vọng chính trị và sự làm giàu tài chính cho bản thân. Theo tiêu chuẩn đó, Trump là tổng thống ít yêu nước nhất mà chúng ta có". Trump bị chỉ trích: Cái mà Trump gọi là "giáo dục yêu nước" là giáo dục phân biệt chủng tộc. "Giáo dục yêu nước" là chủ nghĩa phát xít của Stephen Miller + chủ nghĩa cơ yếu của Mike Pence. Các cụm từ "Thanh niên Trump" và "Thanh niên Hitler" đã trở thành chiều hướng trên Twitter, một số người ví dự án giáo dục mới của tổng thống với sự dạy dỗ giới trẻ ở Đức Quốc xã.

## Phát biểu
- Theo Oscar Wilde: "Lòng yêu nước là đức tính của những kẻ xấu xa. Lòng yêu nước quá mức là hình thức giả dối nhất của sự kiêu ngạo"[10]
- Theo V.I.Lênin "Lòng yêu nước là một trong những tình cảm sâu sắc nhất được củng cố hàng trăm năm, hàng nghìn năm tồn tại của các tổ quốc biệt lập".
- Theo Hồ Chí Minh "Dân ta có một lòng nồng nàn yêu nước. Đó là một truyền thống quý báu của ta. Từ xưa đến nay, mỗi khi Tổ quốc bị xâm lăng thì tinh thần ấy lại sôi nổi, nó kết thành một làn sóng vô cùng mạnh mẽ, to lớn, nó lướt qua mọi sự nguy hiểm, khó khăn, nó nhấn chìm tất cả lũ bán nước và lũ cướp nước".[11]